# Сторожі Малі
Сторожі Малі (пол. Stróże Małe) — лемківське село в Польщі, у гміні Сянік Сяноцького повіту Підкарпатського воєводства.
Населення — 307 осіб (2011).

## Розташування
Знаходиться 3 км на захід від Сяніка і 56 км на південь від Ряшева, за 5 км від Сяну.

## Історія
Перша письмова згадка відноситься до 1443 року.
У 1890 році село нараховувало 47 будинків і 280 мешканців (274 греко-католики і 6 юдеїв).
У 1939 р. в селі було переважно лемківське населення: з 440 жителів села — 430 українців і 10 поляків. Українці-греко-католики належали до парафії Сторожі Великі Сяніцького деканату. Метричні книги велися з 1784 р.
Після депортацій українського населення 1944–1946 років переважну більшість мешканців села сьогодні становлять поляки.
У 1975-1998 роках село належало до Кросненського воєводства.

## Демографія
Демографічна структура станом на 31 березня 2011 року:
|          | Загалом | Допрацездатний вік | Працездатний вік | Постпрацездатний вік |
| -------- | ------- | ------------------ | ---------------- | -------------------- |
| Чоловіки | 149     | 45                 | 97               | 7                    |
| Жінки    | 158     | 42                 | 92               | 24                   |
| Разом    | 307     | 87                 | 189              | 31                   |